# مارکوویچه (صربستان)
مارکوویچه (به صربی: Markoviće) یک منطقهٔ مسکونی در صربستان است که در کورشوملیا واقع شده‌است. مارکوویچه ۵۲ نفر جمعیت دارد.